# Івакуні-Мару
Івакуні-Мару — транспортне судно, яке під час Другої світової війни взяло участь у операціях японських збройних сил в Океанії.
Судно спорудили в 1943 році на верфі в Окамото (Кобе) для компанії Shioyama Kisen.
Відомості щодо загибелі «Івакуні-Мару» суперечливі. За одними даними, воно загинуло 4 або 20 квітня під час бомбардування американською авіацією Рабаула — головної японської бази в архіпелазі Бісмарка, яка з лютого 1944-го опинилась у блокаді. За іншою версією, судно загинуло 20 квітня в районі новогвійнейського порту Голландія (наразі Джаяпура), в якому через дві доби відбудеться висадка союзників.